# Société d'aménagement foncier et d'établissement rural
 (octobre 2023).
Pour les articles homonymes, voir SAFER.
Les sociétés d'aménagement foncier et d'établissement rural (SAFER) sont des établissements privés à caractère administratif créés par la loi d'orientation agricole (LOA) de 1960. Elles ont pour mission d'améliorer les structures foncières par l'installation d'exploitations agricoles ou forestières, ou le maintien de celles existantes par l'accroissement de leur superficie, par la mise en valeur des sols et, éventuellement, par l'aménagement et le remaniement parcellaires. Également, elles ont pour mission de diversifier les paysages, protéger les ressources naturelles et maintenir la diversité biologique et, notamment, communiquer aux services de l’État, dans des conditions fixées par décret, les informations qu'elles détiennent à propos de l'évolution des prix et l'ampleur des changements de destination des terres agricoles. Elles ont pour mission d'assurer la transparence du marché foncier rural.
En 1995, 2013 et 2014, les rapports de la Cour des comptes ont pointé les dysfonctionnements des SAFER, soulignant le fait que celles-ci avaient perdu de vue les missions d'intérêt général dont elles étaient investies et ont recommandé, sans succès, aux SAFER de se recentrer sur leur mission première.

## Historique

### Origine
Les Safer ont été instituées par la loi n° 60-808 du 5 août 1960 d’orientation agricole (art. 15) avec pour mission « d’acquérir des terres ou des exploitations agricoles librement mises en vente par leurs propriétaires, ainsi que des terres incultes, destinées à être rétrocédées après aménagement éventuel » dans le but, notamment, « d’améliorer les structures agraires, d’accroître la superficie de certaines exploitations agricoles et de faciliter la mise en culture du sol et l’installation d’agriculteurs ».
Il s'agit d'un Établissement public à caractère administratif (EPA) : Personne morale de droit privé (même si la loi n’impose aucune forme spécifique, elles ont toutes le statut de société anonyme « sans but lucratif »), les Safer sont investies d'une mission d'intérêt général qui les rend responsables de l'exercice d’un service public moyennant rémunération. Elles constituent en effet l'un des principaux instruments d'aménagement du territoire et de la politique agricole, chargées de l'amélioration de la situation foncière des exploitations agricoles, de l'installation de nouveaux exploitants et de limiter la transformation de terres agricoles en zones bâties à usage résidentiel, commercial ou industriel.

### Développements récents
En novembre 2023, les ministères de l'Agriculture, des Finances et des Outre-mer donnent leurs agréments à la SAFER de Guyane.
En octobre 2024, la Safer des Pays de la Loire est accusée de ne pas aider l'installation des jeunes agriculteurs comme ce devait être initialement sa mission car 170 hectares vacants dans le Maine-et-Loire sont confiés à des professionnels déjà implantés au détriment d’un projet d’agriculture bio.
En novembre 2024, un amendement octroie entre 125 000 et 150 000 hectares de foncier en plus à la Safer de Guyane jusqu'au 31 décembre 2024,.

## Statut juridique
Les Safer sont reconnues par le Conseil d'État comme un organisme chargé, sous le contrôle de l'administration, de la « gestion d'un service public » administratif en vue de l'amélioration des structures agricoles et par la Cour de cassation comme un organisme à qui l’État a confié une « mission d'intérêt public » ou « une mission d’intérêt général ». Cette vocation particulière a pour conséquence d’empêcher les Safer d’avoir un but lucratif, ainsi que le prévoit la loi.
Ce sont ainsi des :
- sociétés anonymes (dont les principaux actionnaires sont les organisations professionnelles agricoles et les collectivités territoriales) ;
- placées sous contrôle de l'État (présence de deux commissaires du Gouvernement, l'un étant le directeur régional de l'Agriculture et de la Forêt, l'autre le directeur du Trésor public) ;
- enfin, elles sont sans but lucratif.

## Missions
Les Safer sont des organismes d'intervention sur le marché foncier rural dont la mission est notamment de contribuer à l'amélioration des structures foncières du secteur agricole et d’assurer la transparence du marché foncier rural. Il existe une Safer par région (quelquefois par département ou groupe de départements).
Depuis 1990, le législateur leur a confié une mission de mise en œuvre du volet foncier de politiques publiques locales à laquelle s’est ajoutée une mission de protection de l’environnement et des paysages. Elles ont développé de nombreux partenariats avec les collectivités et établissements publics tels que les parcs naturels, conservatoires du littoral, agences de l’eau, etc.
La mise en œuvre de la politique foncière passe notamment par l’acquisition de biens immobiliers. Ces opérations se font au moyen principalement de vente amiable mais aussi par l’exercice du droit de préemption qui leur a été conféré par décret.
Les biens ainsi acquis sont destinés à être rétrocédés aux agriculteurs porteurs de projets qui répondent au mieux aux critères légalement définis. Le mode de décision des Safer est caractérisé par une large concertation (avis du comité technique départemental, décision du Conseil d’administration) et par un contrôle de l’État.

## Droit de préemption
Le droit de préemption porte, à ce jour, sur les aliénations à titre onéreux de biens immobiliers à utilisation ou vocation agricole.
Ce mode d’acquisition ne représente, selon le rapport du Conseil général de l'alimentation, de l'agriculture et des espaces ruraux (CGAAER) de septembre 2013, que 0,70 % de l’ensemble des opérations réalisées par les Safer.
Les notaires doivent, conformément à Art. R 141-2-1 et suivants du code rural et de la pêche maritime, notifier toute aliénation à titre onéreux, entrant dans le champ d’application du texte, à la Safer compétente qui dispose de deux mois à compter de la réception pour se prononcer.
La Safer peut alors exercer son droit de préemption de deux façons possibles : en préemptant aux prix et conditions notifiés, ou avec contre-offre de prix.
La préemption avec contre-offre de prix se justifie lorsque la Safer estime que le prix envisagé pour la vente est supérieur à la valeur réelle du bien. Dans ce cas, le vendeur peut refuser l'offre de la Safer et retirer son bien de la vente au prix et conditions notifiés.
En revanche, lors d'une préemption au prix, le vendeur ne peut plus se rétracter et doit vendre à la Safer.
Il est important de préciser que toute préemption doit être justifiée expressément par la Safer. Cette justification est ensuite examinée par les deux commissaires du Gouvernement qui ont pour charge de se prononcer sur la légalité de cette préemption. Chaque commissaire dispose d'un droit de veto.
La décision de préemption doit être justifiée au regard des objectifs définis par le code rural, à savoir :
1. l'installation, la réinstallation ou le maintien des agriculteurs ;
2. l'agrandissement et l'amélioration de la répartition parcellaire des exploitations existantes (remembrement) conformément au code rural[13] ;
3. la préservation de l'équilibre des exploitations lorsqu'il est compromis par l'emprise de travaux d'intérêt public ;
4. la sauvegarde du caractère familial de l'exploitation ;
5. la lutte contre la spéculation foncière ;
6. la conservation d'exploitations viables existantes lorsqu'elle est compromise par la cession séparée des terres et de bâtiments d'habitation ou d'exploitation ;
7. la mise en valeur et la protection de la forêt ainsi que l'amélioration des structures sylvicoles dans le cadre des conventions passées avec l'État ;
8. la réalisation des projets de mise en valeur des paysages et de protection de l'environnement approuvés par l'État ou les collectivités locales et leurs établissements publics ;
9. dans les conditions prévues par le chapitre III du titre IV du livre Ier du code de l'urbanisme, la protection et la mise en valeur des espaces agricoles et naturels périurbains.

Son droit de préemption ne s'exerce pas dans certains cas, comme :
- face à d'autres acquéreurs bénéficiant également d'un droit de préemption : l'État, les collectivités locales, etc.
- face aux fermiers en place (ou parents jusqu'au 4eme degré, pacsé…) du vendeur… sous réserve du respect des conditions du contrôle des structures.
- jusqu'à la loi d'avenir pour l'agriculture de 2014, sur les parts de société (lorsque l'exploitation est constituée en société agricole). Depuis la loi, la SAFER peut préempter mais uniquement si 100 % des actions sont mises en vente. C'est cette « faille » qui permet à certaines entreprises de contourner les SAFER (voir par l'exemple l'affaire de l'Indre en 2016)[14],[15]. Le Conseil constitutionnel a censuré à deux reprises des dispositions votées afin de permettre aux SAFER de préempter même en cas de ventes partielles d'actions (pour une raison de forme, sur la loi Sapin II, le Conseil écartant un cavalier législatif, puis pour une raison de fond, sur la loi 2017-348 relative à la lutte contre l'accaparement des terres agricoles et au développement du biocontrôle, le Conseil avançant une atteinte disproportionnée au droit de propriété[16],[17]).

Une fois acquises, les terres doivent être vendues dans un délai maximum de 5 ans (sauf autorisation spéciale des commissaires du Gouvernement). Cette rétrocession se fait par le biais d'un appel à candidature et après avis du comité technique départemental.

## Audit de 2013
En 2013, les Safer font l'objet d'un rapport de la Cour des comptes qui pointe les améliorations à apporter à cet « outil », dont l’importance a été réaffirmée à plusieurs reprises par le ministre chargé de l’Agriculture lors des débats parlementaires à propos du projet de loi d’avenir pour l’Agriculture et la Forêt.
Parallèlement, le rapport établi par le CGAAER sur le dispositif des Safer a recommandé ce qui suit :
- corriger les déséquilibres de l’accès aux financements ;
- améliorer l’ancrage régional et la transparence ;
- renforcer la tête de réseau et le contrôle de l’État à ce niveau ;
- conserver une compétence foncière au sein des services de l’État.

Il ressort de ces deux rapports (Cour des comptes et CGAAER), des débats parlementaires, et des choix opérés dans le projet de loi précité, que les Safer sont légitimes et utiles.
Le projet de loi d’avenir pour l’agriculture, l’alimentation et la forêt, en son article 13, a pour objectif de permettre de remédier aux difficultés soulevées par ces deux rapports, en :
- élargissant la gouvernance des Safer en restructurant la tête de réseau (Fédération nationale des Safer / Terres d’Europe-Scafr) ;
- renforçant la double tutelle de l’État (ministères chargés de l’agriculture et des finances) ;
- clarifiant et regroupant les missions d'intérêt général dévolues aux Safer autour de quatre axes : agriculture, environnement, développement rural et transparence du marché foncier ;
- améliorant la connaissance du marché foncier des Safer ;
- garantissant plus de sécurité juridique à l’intervention des Safer ;
- mettant en place une comptabilité analytique ;
- instituant un fonds de péréquation des Safer ;
- régionalisant l’assiette des Safer.

## Dérives des SAFER
Le rapport 2013 de la Cour des comptes pointe également les dysfonctionnements des SAFER, soulignant qu'elles ont « perdu de vue les missions d'intérêt général dont elles étaient investies ». En 1995, la Cour des comptes avait déjà recommandé, sans succès, aux SAFER de se recentrer sur leur mission première : l'installation de jeunes agriculteurs. En 2012, sur 88 000 hectares rétrocédés, seulement 2 761 hectares concernent la première installation de jeunes agriculteurs.
Dans son rapport de février 2014, la Cour des comptes pointe une nouvelle fois les dérives des SAFER. Elle estime que les 26 Safer « mènent aujourd'hui de manière très indépendante des activités diversifiées et peu contrôlées par les pouvoirs publics ». Elle pointe des « activités peu transparentes », avec des données fournies « parcellaires et difficiles à interpréter ». Elle recommande un meilleur encadrement, notamment des ventes de bien non agricoles, « en réservant l'avantage fiscal aux seules opérations relevant de la mission d’intérêt général ».
Tirant parti d'un avantage fiscal initialement prévu pour faciliter l'installation des jeunes agriculteurs (exemption de droits d'enregistrement), les SAFER opèrent un virage vers le rôle d'intermédiaire dans les transactions, percevant au passage une commission de l'ordre de 5 %. Ce fonctionnement permet à certaines SAFER, comme la SAFER Aquitaine-Atlantique, organisme théoriquement à but non lucratif, de dégager des résultats financiers de l'ordre de 8 %. Trois Safer dégagent alors des résultats supérieurs à 600 000 euros (Aquitaine Atlantique, Provence-Alpes-Côte d'Azur et Centre) et deux autres (Basse-Normandie et Auvergne) plus de 300 000 euros. La redistribution de ces résultats à certains salariés ainsi que l'emprise excessive du syndicalisme agricole (FNSEA), a poussé le gouvernement à annoncer qu'il allait renforcer le contrôle de l'État sur les SAFER.
Les compétences des Safer sont remises en question à la suite des vides juridiques exploités par des investisseurs chinois afin d'acquérir des centaines d'hectares de terre sans que l'organisme ne puisse agir. Certaines SAFER publient elles-mêmes des flyers proposant ses services aux investisseurs chinois.